# ريكنباخ
ريكنباخ (بالألمانية: Rickenbach) هي بلدية سويسرية تتبع لمقاطعة فينترتور في كانتون زيورخ. تبلغ مساحتها 6.03 كيلومتر مربع، ويقدر عدد سكانها بـ 2671 نسمة (حسب تعداد ديسمبر 2017).

## أعلام
- غوستاف هيجي